# Wereldkampioenschap schaatsen allround vrouwen 1984
Het vijfenveertigste Wereldkampioenschap schaatsen allround voor vrouwen werd op 28 en 29 januari 1984 verreden in het IJsselstadion in Deventer, Nederland. Het was het zesde WK Allround dat in Nederland plaatsvond na Deventer ('67), Heerenveen ('72, '74), Assen ('75) en Den Haag ('79).
Ook dit kampioenschap werd over de grote vierkamp, respectievelijk de 500m, 3000m, 1500m en 5000m, verreden.
Dertig schaatssters uit dertien landen, Nederland (4), de DDR (4), de Sovjet-Unie (4), Canada (3), Japan (3), de Verenigde Staten (3), West-Duitsland (2), Zweden (2), Finland (1), Frankrijk (1), Nieuw-Zeeland (1), Noorwegen (1), en Polen (1), namen eraan deel. Zeven rijdsters debuteerden deze editie.
Oost-Duitsland was het vierde land met drie landgenotes op de plaatsen 1-2-3, na Finland (1× in 1938), de Sovjet-Unie (16x) en Nederland (1× in 1968). Karin Enke werd voor de tweede maal wereldkampioene, Andrea Schöne-Mitscherlich eindigde op de tweede plaats en Gabi Schönbrunn werd derde.
De Nederlandse afvaardiging bestond dit jaar uit vier vrouwen, Thea Limbach, Ria Visser en de beide debutanten Yvonne van Gennip en Marieke Stam.

## Afstandsmedailles
| Afstand | Goud ·                     | Zilver ·                   | Brons ·            |
| ------- | -------------------------- | -------------------------- | ------------------ |
| 500m    | Karin Enke                 | Natalja Glebova            | Natalja Petroeseva |
| 3000m   | Karin Enke                 | Andrea Schöne-Mitscherlich | Mary Docter        |
| 1500m   | Karin Enke                 | Andrea Schöne-Mitscherlich | Natalja Petroeseva |
| 5000m   | Andrea Schöne-Mitscherlich | Karin Enke                 | Gabi Schönbrunn    |

## Klassement
| Rang   | Schaatsster                     | Land                           | Punten  | 500m       | 3000m        | 1500m        | 5000m        |
| ------ | ------------------------------- | ------------------------------ | ------- | ---------- | ------------ | ------------ | ------------ |
| Goud   | Karin Enke                      | Duitse Democratische Republiek | 175,510 | 42,04 (1)  | 4.28,20 (1)  | 2.05,59 (1)  | 7.49,07 (2)  |
| Zilver | Andrea Schöne-Mitscherlich      | Duitse Democratische Republiek | 176,980 | 43,10 (5)  | 4.28,92 (2)  | 2.07,37 (2)  | 7.46,04 (1)  |
| Brons  | Gabi Schönbrunn                 | Duitse Democratische Republiek | 181,063 | 43,92 (7)  | 4.38,94 (6)  | 2.10,44 (4)  | 7.51,73 (3)  |
| 4      | Natalja Petroeseva              | Sovjet-Unie                    | 181,765 | 42,48 (3)  | 4.44,39 (11) | 2.09,58 (3)  | 8.06,94 (9)  |
| 5      | Sabine Brehm                    | Duitse Democratische Republiek | 182,079 | 43,95 (8)  | 4.37,03 (4)  | 2.14,34 (10) | 7.51,78 (4)  |
| 6      | Olga Plesjkova                  | Sovjet-Unie                    | 182,839 | 45,00 (18) | 4.37,76 (5)  | 2.11,51 (6)  | 7.57,10 (7)  |
| 7      | Natalja Glebova                 | Sovjet-Unie                    | 183,255 | 42,17 (2)  | 4.47,44 (15) | 2.11,61 (7)  | 8.13,09(11)  |
| 8      | Valentina Lalenkova-Golovenkina | Sovjet-Unie                    | 183,438 | 42,51 (4)  | 4.46,12 (14) | 2.10,67 (5)  | 8.16,86 (13) |
| 9      | Bjørg Eva Jensen                | Noorwegen                      | 183,698 | 45,24 (19) | 4.39,42 (7)  | 2.13,72 (9)  | 7.53,15 (6)  |
| 10     | Mary Docter                     | Verenigde Staten               | 183,986 | 45,62 (23) | 4.32,44 (3)  | 2.17,15 (14) | 7.52,44 (5)  |
| 11     | Ria Visser                      | Nederland                      | 184,752 | 44,42 (11) | 4.40,29 (8)  | 2.14,43 (11) | 8.08,07 (10) |
| 12     | Yvonne van Gennip               | Nederland                      | 184,780 | 44,68 (14) | 4.41,90 (9)  | 2.13,69 (8)  | 8.05,54 (8)  |
| 13     | Annette Carlén-Karlsson         | Zweden                         | 187,070 | 44,70 (16) | 4.44,75 (12) | 2.15,60 (12) | 8.17,12 (14) |
| 14     | Seiko Hashimoto                 | Japan                          | 187,890 | 44,01 (9)  | 4.48,75 (16) | 2.18,24 (15) | 8.16,75 (12) |
| 15     | Marieke Stam                    | Nederland                      | 189,174 | 44,58 (13) | 4.44,16 (10) | 2.19,00 (18) | 8.29,01 (16) |
| 16     | NaNCy Swider                    | Verenigde Staten               | 189,995 | 46,00 (26) | 4.44,76 (13) | 2.20,23 (23) | 8.17,92 (15) |
| NC17   | Thea Limbach                    | Nederland                      | 139,633 | 45,36 (22) | 4.53,54 (19) | 2.16,05 (13) | -            |
| NC18   | Jane Goldman                    | Verenigde Staten               | 139,858 | 45,32 (20) | 4.48,89 (17) | 2.19,17 (19) | -            |
| NC19   | Aila Tartia                     | Finland                        | 140,166 | 44,53 (12) | 4.56,48 (23) | 2.18,67 (17) | -            |
| NC20   | Sylvie Daigle                   | Canada                         | 140,296 | 44,26 (10) | 4.53,86 (20) | 2.21,15 (24) | -            |
| NC21   | Sigrid Smuda                    | West-Duitsland                 | 140,548 | 45,35 (21) | 4.54,63 (21) | 2.18,28 (16) | -            |
| NC22   | Natalie Grenier                 | Canada                         | 141,656 | 45,86 (25) | 4.49,98 (18) | 2.22,40 (25) | -            |
| NC23   | Ariane Loignon                  | Canada                         | 142,646 | 46,84 (29) | 4.56,28 (22) | 2.19,28 (20) | -            |
| NC24   | Shoko Fusano                    | Japan                          | 142,766 | 43,82 (6)  | 5.02,90 (27) | 2.25,39 (28) | -            |
| NC25   | Miriam Heruth                   | West-Duitsland                 | 142,821 | 46,32 (27) | 4.58,57 (25) | 2.20,22 (22) | -            |
| NC26   | Jasmine Krohn                   | Zweden                         | 142,829 | 46,83 (28) | 4.56,62 (24) | 2.19,69 (21) | -            |
| NC27   | Marie-FraNCe van Helden-Vives   | Frankrijk                      | 143,851 | 45,76 (24) | 5.00,03 (26) | 2.24,76 (27) | -            |
| NC28   | Ewa Bialkowska                  | Polen                          | 143,896 | 44,68 (14) | 5.07,70 (28) | 2.23,80 (26) | -            |
| NC29   | Hiromi Ozawa                    | Japan                          | 146,203 | 44,79 (17) | 5.14,84 (29) | 2.26,82 (29) | -            |
| NC30   | Ans Kremer                      | Nieuw-Zeeland                  | 160,256 | 54,10 (30) | 5.24,78 (30) | 2.36,08 (30) | -            |

* = met val
NC = niet gekwalificeerd
NF = niet gefinisht
NS = niet gestart
DQ = gediskwalificeerd
Vet gezet = kampioenschapsrecord